# Landwind X5
Landwind X5 — компактный кроссовер, производившийся в 2013—2021 годах китайской компанией Landwind. Дебютировал в ноябре 2012 года на автосалоне в Гуанчжоу.

## Описание
Продажи автомобиля Landwind X5 начались 4 января 2013 года на китайском рынке. Цены варьировались от 99800 до 115800 юаней. Модернизированный вариант получил индекс Landwind X5 Plus.

## Технические характеристики
Landwind X5 оснащён 2,0-литровым турбодвигателем мощностью 190 л. с. и крутящим моментом 250 Н⋅м, который сочетался в паре с восьмиступенчатой автоматической трансмиссией.

## Галерея

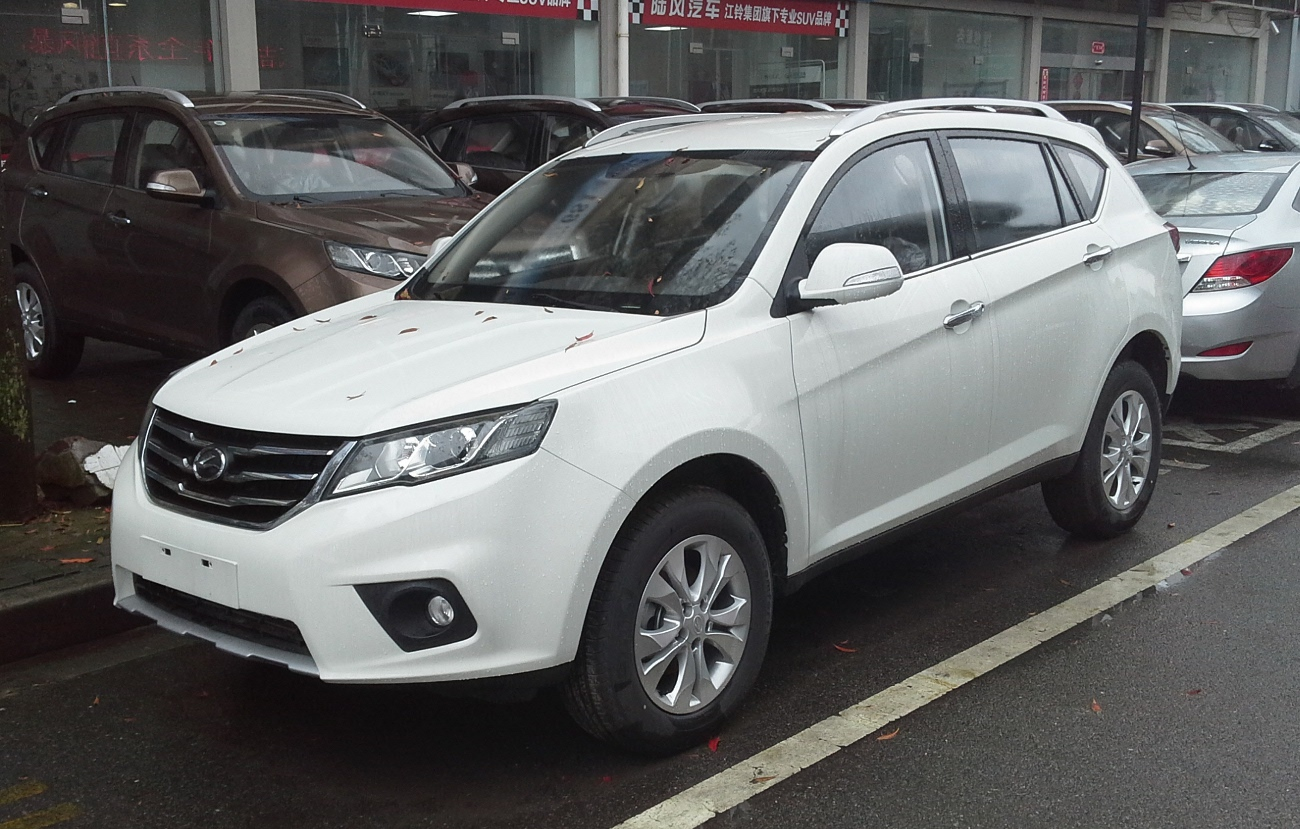
Вид спереди
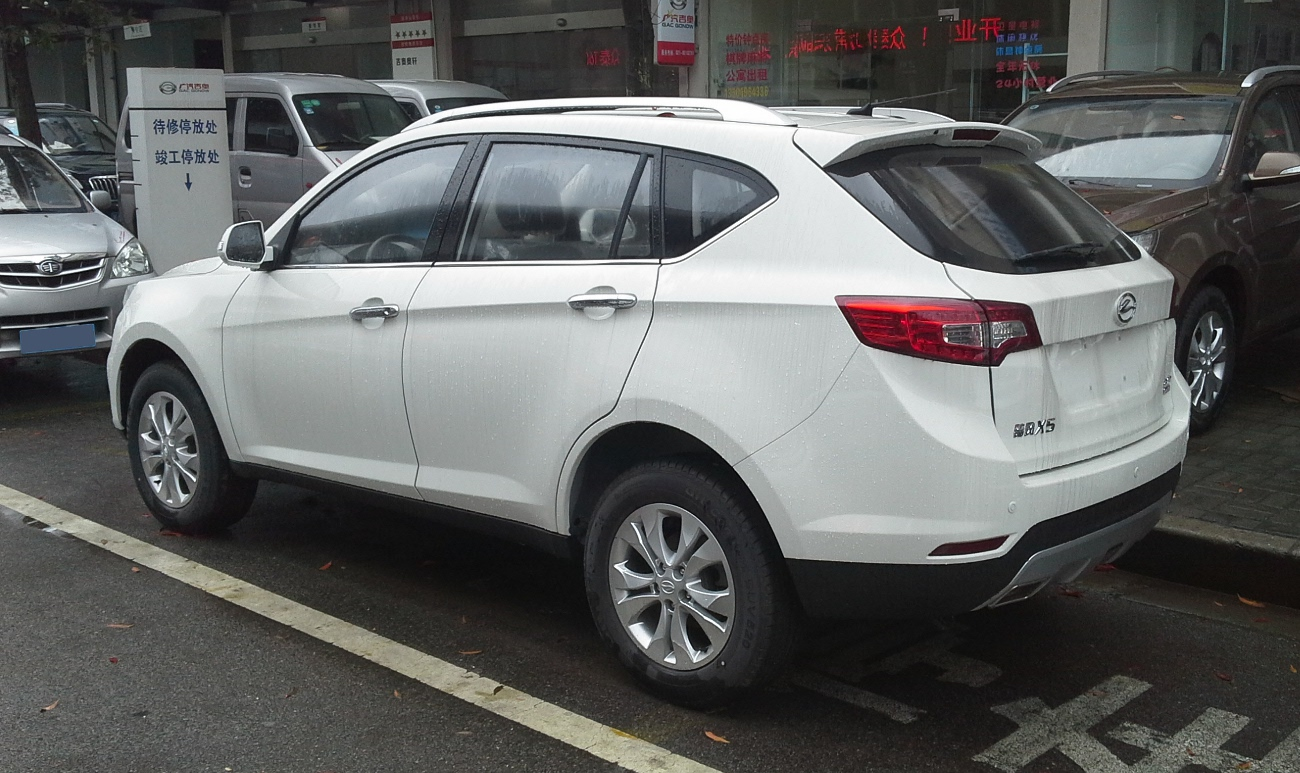
Вид сзади
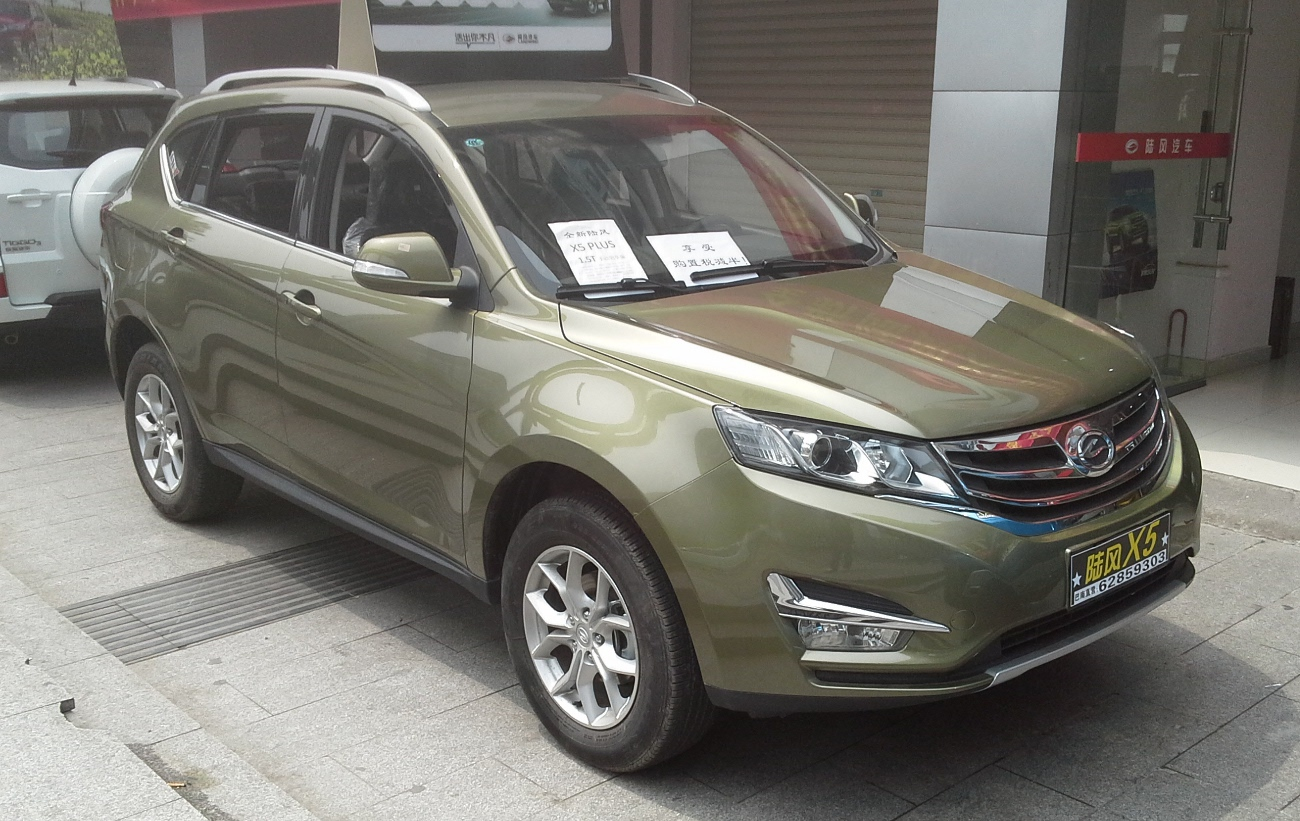
Landwind X5 Plus
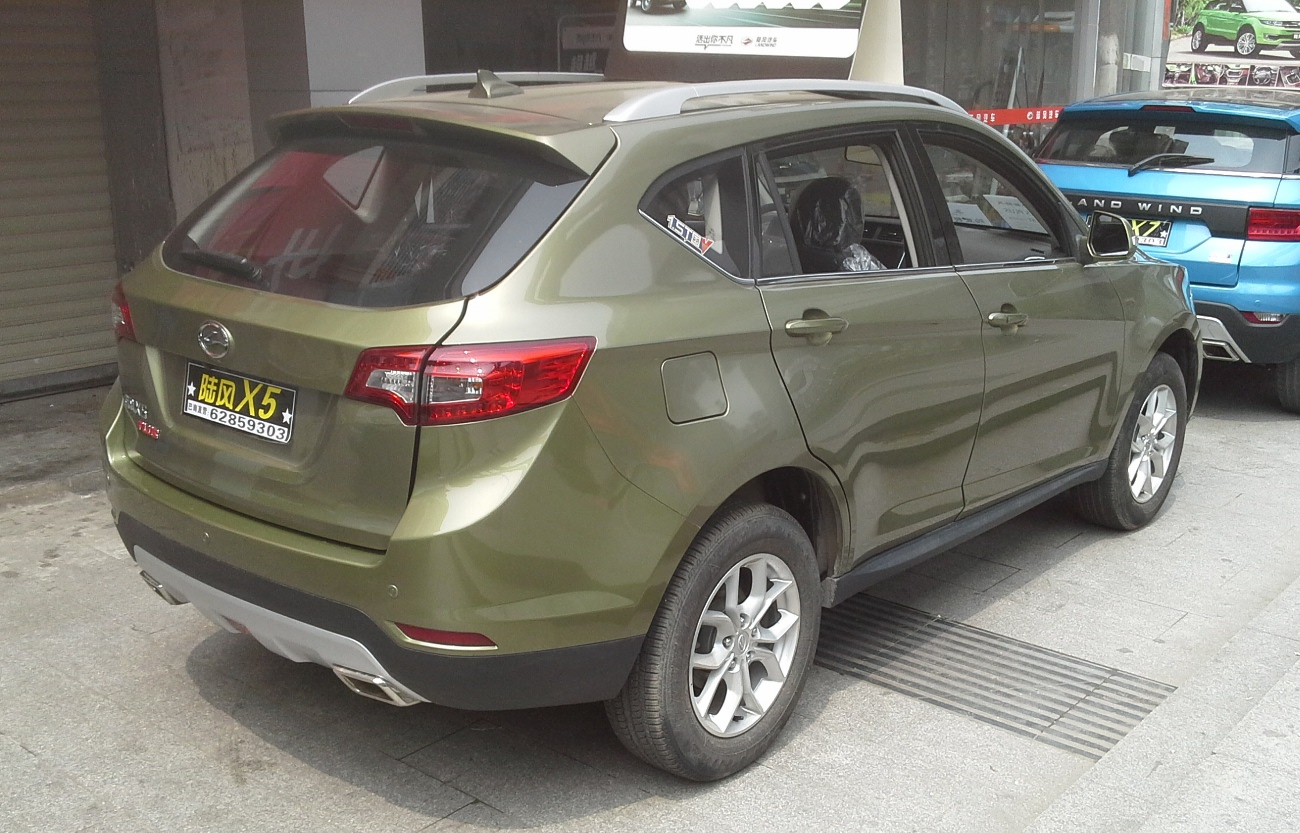
Landwind X5 Plus